# Magsaysay (Misamis oriental)
Pour les articles homonymes, voir Magsaysay.
Magsaysay est une localité de la province du Misamis oriental, aux Philippines. En 2015, elle compte 34 605 habitants.